# Peter Velits
Peter Velits (Bratislava, 21 februari 1985) is een voormalig Slowaaks wielrenner.

## Carrière
Hij reed een groot deel van zijn profcarrière samen met zijn tweelingbroer Martin, met wie hij een goede band heeft. De twee reden in 2004 voor Dukla Trenčín. Voor deze ploeg behaalde Peter geen overwinningen. In 2005 reed hij voor Team Konica Minolta. Voor die ploeg werd hij twee keer Slowaaks kampioen tijdrijden bij de beloften en won de Ronde van de Kaap. In 2007 kwam hij samen met zijn broer uit voor Team Wiesenhof Felt. Hij won de GP Fourmies. Hij wist in dat seizoen ook wereldkampioen op de weg te worden voor beloften in het Duitse Stuttgart.
Hij kreeg daarop vele aanbiedingen, maar stelde als eis dat zijn broer Martin mee mocht. Uiteindelijk vertrokken ze naar de ProTourploeg Team Milram. Voor die ploeg maakte hij in 2008 zijn debuut in de Tour, met een 58e plaats in het klassement als gevolg. Een jaar later deed hij het al een stuk beter met een 32e plek. Ook won hij in 2009 de GP Kanton Aargau-Gippingen.
In 2010 rijden de gebroeders Velits voor Team Columbia. Bij die ploeg beleefde Peter dat jaar in de Ronde van Spanje van 2010 zijn doorbraak als ronderenner door als tweede te eindigen in het klassement, op iets meer dan drie minuten van eindwinnaar Vincenzo Nibali. Verder won hij met zijn ploeg de eerste etappe (ploegentijdrit) en schreef hij de individuele tijdrit op zijn naam door Denis Mensjov en Fabian Cancellara te kloppen.
Vanaf 2012 kwam hij, net als zijn broer, uit voor Omega Pharma-Quick-Step. Op zondag 16 september 2012 won Velits op de wereldkampioenschappen samen met zijn ploeg de WK-ploegentijdrit. De andere vijf renners waren Niki Terpstra, Tom Boonen, Tony Martin, Kristof Vandewalle en Sylvain Chavanel. Het BMC van Philippe Gilbert strandde op drie seconden.
Het seizoen 2014 was het eerste seizoen dat Peter en Martin gescheiden werden. Peter ging naar BMC Racing Team, zijn broer bleef bij de vorige ploeg. Voor dat team zou hij 2016 zijn loopbaan afsluiten.

## Palmares
2002
2e etappe Heuvelland Tweedaagse
2003
 Slowaaks kampioen tijdrijden, Junioren
 Slowaaks kampioen op de weg, Junioren
Eindklassement Ronde van Lorraine, Junioren
2005
6e etappe Ronde van Navarra
 Slowaaks kampioen tijdrijden, Beloften
2006
2e etappe Ronde van de Kaap
Eindklassement Ronde van de Kaap
GP Kooperativa
 Slowaaks kampioen tijdrijden, Beloften
2e etappe GP Tell
2007
GP Fourmies
 Wereldkampioen op de weg, Beloften
2009
GP Kanton Aargau-Gippingen
2010
1e (ploegentijdrit) en 17e etappe (individuele tijdrit) Ronde van Spanje
2012
Eindklassement Ronde van Oman
 Slowaaks kampioen tijdrijden, Elite
 UCI Ploegentijdrit in Valkenburg
2013
 Slowaaks kampioen tijdrijden, Elite
 UCI Ploegentijdrit in Florence
2014
 Slowaaks kampioen tijdrijden, Elite
 UCI Ploegentijdrit in Ponferrada
2015
1e etappe Ronde van Spanje (ploegentijdrit)

## Resultaten in voornaamste wedstrijden
| Jaar | Ronde van Italië | Ronde van Frankrijk | Ronde van Spanje |
| ---- | ---------------- | ------------------- | ---------------- |
| 2007 |                  |                     |                  |
| 2008 |                  | 58e                 |                  |
| 2009 |                  | 32e                 |                  |
| 2010 |                  |                     | ↑ (1)            |
| 2011 |                  | 19e                 |                  |
| 2012 |                  | 27e                 |                  |
| 2013 |                  | 25e                 |                  |
| 2014 |                  | 27e                 |                  |
| 2015 |                  |                     | opgave           |

| Jaar | Milaan-San Remo | Amstel Gold Race | Luik-Bast.‑Luik | Ronde van Lombardije | Clásica San Sebastián | Waalse Pijl |  | WK op de weg |  | Wereldranglijsten |
| ---- | --------------- | ---------------- | --------------- | -------------------- | --------------------- | ----------- |  | ------------ |  | ----------------- |
| 2007 |                 | 63e              |                 |                      |                       |             |  |              |  |                   |
| 2008 |                 |                  | 100e            |                      |                       |             |  | opgave       |  |                   |
| 2009 | 10e             | 26e              | 59e             | opgave               | 4e                    | 92e         |  | 100e         |  | 86e (UWK)         |
| 2010 | opgave          | 56e              | 104e            | opgave               |                       | 31e         |  | 74e          |  | 39e (UWK)         |
| 2011 | opgave          |                  |                 | opgave               | 44e                   |             |  | 68e          |  | 136e (UWT)        |
| 2012 | 119e            |                  |                 |                      |                       |             |  | opgave       |  | 157e (UWT)        |
| 2013 |                 | 34e              |                 | opgave               | 51e                   |             |  | opgave       |  | 152e (UWT)        |
| 2014 | opgave          | 78e              | 120e            |                      |                       |             |  | 87e          |  | 131e (UWT)        |
| 2015 |                 |                  |                 | opgave               |                       |             |  |              |  |                   |

## Ploegen
- 2004 –  Dukla Trenčín
- 2005 –  Team Konica Minolta
- 2006 –  Team Konica Minolta
- 2007 –  Team Wiesenhof Felt
- 2008 –  Team Milram
- 2009 –  Team Milram
- 2010 –  Team HTC-Columbia
- 2011 –  HTC-Highroad
- 2012 –  Omega Pharma-Quick-Step
- 2013 –  Omega Pharma-Quick-Step Cycling Team
- 2014 –  BMC Racing Team
- 2015 –  BMC Racing Team
- 2016 –  BMC Racing Team